# El gran cuaderno
El gran cuaderno es una novela escrita por Agota Kristof. Fue publicada por primera vez en 1986 en francés con el título Le grand cahier como primer tomo de una trilogía. La novela fue galardonada en 1987 con el Premio Libro Europeo y traducida a más de veinte idiomas. En el año 2006 fue incluido en la serie Biblioteca Suiza. Fue adaptada al cine en el año 2013 por el director húngaro János Szász, ganando el gran premio del Festival Internacional Karlovy Vary.

## Resumen
El primer libro de la trilogía Claus y Lucas, El gran cuaderno, narra la historia de dos hermanos gemelos, Claus y Lucas, que son dejados al cuidado de su abuela, una anciana cruel y avara, durante el transcurso de la Segunda Guerra Mundial en Hungría. Los jóvenes se ven obligados a desarrollar su propio sistema moral y un absoluto autocontrol para sobrevivir.  
«¡Voy a enseñaros cómo se vive!» es la primera frase que los gemelos oyen de su abuela, cuando su madre los deja a su cuidado en un pueblo en la frontera de Hungría huyendo de la Segunda Guerra Mundial. A partir de entonces su aprendizaje se centra en sobrevivir: resistencia física y mental sustituyen a la educación escolar. Su abuela, conocida en el pueblo como la Bruja, obliga a los jóvenes a trabajar duramente para ganarse su sustento. No reciben ningún amor ni cariño por parte de la abuela, que siempre les llama “hijos de perra”.  
En estas condiciones los gemelos aprenden a sobrevivir a través de una serie de ejercicios físicos y mentales que ellos mismos se imponen con el objetivo de endurecerse: se autolesionan para hacerse insensibles al dolor físico, se insultan para aprender a ignorar las ofensas, aprenden a mendigar, a mentir, a robar, e incluso a matar, porque «se debe saber hacerlo». Los gemelos abandonan la protección de la infancia y se convierten en jóvenes despiadados («Nunca jugamos»). Todos sus vivencias, experiencias y observaciones son anotadas en un gran cuaderno que se convierte en un compendio con todas sus narraciones.